# Världsmästerskapet i bandy för damer 2016
Världsmästerskapet i bandy för damer 2016 var det åttonde världsmästerskapet i bandy för damer och spelades i Roseville, Minnesota, USA mellan den 18 och den 21 februari 2016. Kina gjorde VM-debut i mästerskapet.
I det inledande gruppspelet möttes alla de sju deltagande nationerna. De fyra bästa möttes sedan i semifinaler.
Sverige vann turneringen, genom att vinna finalen mot Ryssland med 1-0.

## Deltagande nationer
- Finland
- Kanada
- Kina
- Norge
- Ryssland
- Sverige
- USA

## Resultat

### Gruppspelet
| Datum            | Tid UTC–6 | Match             | Resultat |
| ---------------- | --------- | ----------------- | -------- |
| 18 februari 2016 | 08:00     | USA– Kina         | 9–0      |
| 18 februari 2016 | 10:00     | Finland– Ryssland | 0–9      |
| 18 februari 2016 | 11:55     | Sverige– Norge    | 4–1      |
| 18 februari 2016 | 13:50     | Ryssland– Kanada  | 2–0      |
| 18 februari 2016 | 16:00     | Kina– Finland     | 0–9      |
| 18 februari 2016 | 18:00     | USA– Sverige      | 1–7      |
| 18 februari 2016 | 20:00     | Kanada– Norge     | 0–3      |
| 19 februari 2016 | 08:00     | USA– Norge        | 1–1 ¹    |
| 19 februari 2016 | 10:00     | Finland– Kanada   | 0–3      |
| 19 februari 2016 | 11:55     | Kina– Ryssland    | 0–10     |
| 19 februari 2016 | 13:50     | USA– Finland      | 5–1      |
| 19 februari 2016 | 16:00     | Kanada– Sverige   | 0–4      |
| 19 februari 2016 | 18:00     | Ryssland– Norge   | 3–0      |
| 19 februari 2016 | 20:00     | Sverige– Kina     | 10–0     |
| 20 februari 2016 | 08:00     | Sverige– Finland  | 6–0      |
| 20 februari 2016 | 10:00     | USA– Ryssland     | 0–5      |
| 20 februari 2016 | 11:55     | Norge– Kina       | 7–0      |
| 20 februari 2016 | 13:50     | Ryssland– Sverige | 2–3      |
| 20 februari 2016 | 16:00     | Kina– Kanada      | 0–7      |
| 20 februari 2016 | 18:00     | Finland– Norge    | 1–6      |
| 20 februari 2016 | 20:00     | USA– Kanada       | 0–1      |

¹ Norge vann straffläggningen med 1–0 mot USA.

#### Tabell
Seger ger två poäng, oavgjort ger en poäng och förlust ger noll poäng.
Vid lika poäng avgör straffar placering och om 3 lag eller fler slutar på samma poäng avgör målskilland placering.
| Nr | Lag      | S | V | O | F | GM | IM | MS  | P  |
| -- | -------- | - | - | - | - | -- | -- | --- | -- |
| 1  | Sverige  | 6 | 6 | 0 | 0 | 34 | 3  | +31 | 12 |
| 2  | Ryssland | 6 | 5 | 0 | 1 | 31 | 3  | +28 | 10 |
| 3  | Norge    | 6 | 3 | 1 | 2 | 18 | 9  | +9  | 7  |
| 4  | Kanada   | 6 | 3 | 0 | 3 | 11 | 9  | +2  | 6  |
| 5  | USA      | 6 | 2 | 1 | 3 | 16 | 15 | +1  | 5  |
| 6  | Finland  | 6 | 1 | 0 | 5 | 11 | 29 | −18 | 2  |
| 7  | Kina     | 6 | 0 | 0 | 6 | 0  | 52 | −52 | 0  |

### Utslagsspel

#### Semifinaler
| Datum            | Tid UTC–6 | Match           | Resultat | Match nr |
| ---------------- | --------- | --------------- | -------- | -------- |
| 21 februari 2016 | 08:00     | Sverige– Kanada | 7–0      | 21       |
| 21 februari 2016 | 10:00     | Ryssland– Norge | 5–0      | 22       |

#### Placeringsmatch (5–6)
| Datum            | Tid UTC–6 | Match        | Resultat |
| ---------------- | --------- | ------------ | -------- |
| 21 februari 2016 | 11:55     | USA– Finland | 3–1      |

#### Match om tredjepris (3–4)
| Datum            | Tid UTC–6 | Match         | Resultat |
| ---------------- | --------- | ------------- | -------- |
| 21 februari 2016 | 13:50     | Kanada– Norge | 2–3      |

#### Final
| Datum            | Tid UTC–6 | Match             | Resultat |
| ---------------- | --------- | ----------------- | -------- |
| 21 februari 2016 | 16:00     | Sverige– Ryssland | 1–0      |

## Slutställning
| Placering | Lag      |
| --------- | -------- |
| 1         | Sverige  |
| 2         | Ryssland |
| 3         | Norge    |
| 4.        | Kanada   |
| 5.        | USA      |
| 6.        | Finland  |
| 7.        | Kina     |

## TV-sändningar
Internationellt
- CTV North Suburbs livesände ett flertal matcher i mästerskapet på skatetheoval.com

### Fotnoter
1. ↑  Andreas Käck (22 februari 2016). ”Sverige mästare efter rysarmatch”. Sportbladet. http://www.aftonbladet.se/sportbladet/bandy/article22306006.ab. Läst 4 februari 2017.